# ماریا جرپتیان
ماریا کارپی جرپتیان (ارمنی: Մարիա Կարպի Ջրպետյան؛ انگلیسی: M. Jrpetyan; ‏۲۰ ژوئن ۱۹۰۶ – ۲۸ دسامبر ۱۹۷۳) یک بازیگر اهل ارمنستان بود. وی بین سال‌های ۱۹۳۴ تا ۱۹۷۱ میلادی فعالیت می‌کرد.

## زندگی
وی در ۲۰ ژوئنِ ۱۹۰۶ به دنیا آمد .  وی در ۲۸ دسامبر ۱۹۷۳ در سن ۶۷ سالگی در مسکو درگذشت.

## گزیده فیلمشناسی
از فیلم‌ها یا برنامه‌های تلویزیونی که وی در آن نقش داشته است می‌توان به گیکور (۱۹۳۴)، پپو (۱۹۳۵)، تژوژیک (۱۹۶۱) اشاره کرد.